# 金沢学院大学の人物一覧
金沢学院大学の人物一覧（かなざわがくいんだいがくのじんぶついちらん）は、金沢学院大学に関係する人物の一覧記事。

## 教職員
- 赤川次郎（金沢学院大学文学部客員教授、作家）
- 大樋長左衛門（元金沢学院大学副学長、元金沢学院大学美術文化学部長、陶芸家（文化功労者・日本芸術院会員）
- 古章子（金沢学院大学スポーツ健康学部准教授、シドニーオリンピックトランポリン代表）
- 渡辺涼子（金沢学院大学スポーツ健康学部教授、バルセロナオリンピック柔道女子代表）
- 新谷義人（金沢学院大学職員、ウエイトリフティング選手）

## OB・OG

### スポーツ
- 伊藤正樹（経営情報学部、大学院、トランポリン選手、ロンドンオリンピック (2012年)出場）
- 炎鵬友哉（人間健康学部、大相撲幕内力士）
- 大谷駿斗（人間健康学部、サッカー選手、カターレ富山特別指定選手）
- 岸彩乃（スポーツ健康学部、大学職員、トランポリン選手、ロンドンオリンピック (2012年)出場）
- 嶋本麻美（スポーツ健康学部、ウエイトリフティング選手、ロンドンオリンピック (2012年)出場）
- 知念広弥（経営情報学部、プロ野球選手、統一ライオンズ）
- 中川真依 (経営情報学部、大学院、飛込競技選手、北京オリンピック決勝進出、ロンドンオリンピック (2012年)出場）
- 橋本優貴（経営情報学部、柔道家、2013年世界選手権52kg級3位入賞）
- 長谷川潤（経営情報学部、プロ野球選手、読売ジャイアンツ、現・金沢学院大学コーチ）
- 長谷川威展（プロ野球選手、北海道日本ハムファイターズ、福岡ソフトバンクホークス）
- 松井友飛（プロ野球選手、東北楽天ゴールデンイーグルス）
- 八木かなえ（スポーツ健康学部、重量挙げ選手、世界選手権出場、ロンドンオリンピック (2012年)出場）
- 森ひかる（人間健康学部スポーツ健康学科、トランポリン選手、東京オリンピック (2020年)出場）

### 芸能
- おやきtheつなちゃん（経営情報学部、お笑い芸人、タカダ・コーポレーションメンバー）
- ポセイドン・石川（経営情報学部、歌手）

### その他
- ふくだみゆき（美術文化学部、映画監督、アニメーション作家）